# الوادي المتصدع (محافظة)
محافظة الوادي المتصدع هي إحدى محافظات كينيا وفيها العاصمة التجارية مدينة نيفاشا.

## أعلام
- موسيس كيبتانوي
- بول كورير